# فهرست تورهای کنسرت سابرینا کارپنتر
این فهرستی از تورهای کنسرتی است که توسط خواننده، ترانه‌سرا و بازیگر آمریکایی، سابرینا کارپنتر انجام شده است.
اولین تور کنسرت سابرینا کارپنتر تور تکامل بود که برای حمایت از دومین آلبوم استودیویی‌اش به نام تکامل (۲۰۱۶) برگزار شد. در مه ۲۰۱۷، وقتی بخش اروپایی این تور را اجرا می‌کرد، همزمان به عنوان هنرمند افتتاحیه در تور نیمه‌شب گروه ومپس نیز حضور داشت. پس از پایان این تورها در مه ۲۰۱۷، کارپنتر به عنوان هنرمند پشتیبان در تور زن خطرناک از آریانا گرانده در برزیل حضور پیدا کرد. سپس او تور دوم خود به نام د د-تور را به عنوان هنرمند اصلی برگزار کرد.
️بعد از دو سال فاصله، سابرینا کارپنتر در مارس ۲۰۱۹ تور منحصربه‌فرد را آغاز کرد که برای اولین بار او را به آسیا برد. سپس در سال ۲۰۲۲ تور ایمیل‌هایی که نمی‌توانم بفرستم را آغاز کرد، که بزرگ‌ترین تور او تا آن زمان بود و شامل ۸۰ اجرا در آسیا، اروپا، آمریکای شمالی و جنوبی بود. در اوت ۲۰۲۳، کارپنتر به عنوان هنرمند پشتیبان در تور دوره‌ها از تیلور سوئیفت شرکت کرد و اجراهایی در آمریکای لاتین، استرالیا و سنگاپور داشت. تور مختصر و مفید کارپنتر از سپتامبر ۲۰۲۴ برای حمایت از ششمین آلبوم استودیویی او به نام مختصر و مفید (۲۰۲۴) آغاز شد.

## تورهای کنسرت
| عنوان                            | تاریخ‌ها                        | آلبوم وابسته                              | قاره(ها)                               | اجراها |
| -------------------------------- | ------------------------------ | ----------------------------------------- | -------------------------------------- | ------ |
| تور تکامل                        | ۱۸ اکتبر ۲۰۱۶ – ۲۲ مه ۲۰۱۷     | تکامل                                     | اروپا آمریکای شمالی                    | ۴۲     |
| د د-تور                          | ۶ ژوئیه ۲۰۱۷ – ۲۷ اوت ۲۰۱۷     | —                                         | آمریکای شمالی                          | ۳۵     |
| تور منحصربه‌فرد                   | ۲ مارس ۲۰۱۹ – ۱۱ آوریل ۲۰۱۹    | منحصربه‌فرد: پرده یکم منحصربه‌فرد: پرده دوم | آسیا آمریکای شمالی                     | ۲۱     |
| تور ایمیل‌هایی که نمی‌توانم بفرستم | ۲۹ سپتامبر ۲۰۲۲ – ۴ اوت ۲۰۲۳   | ایمیل‌هایی که نمی‌توانم بفرستم              | آسیا اروپا آمریکای شمالی آمریکای جنوبی | ۸۰     |
| تور مختصر و مفید                 | ۲۳ سپتامبر ۲۰۲۴ – ۴ ژوئیه ۲۰۲۵ | مختصر و مفید                              | اروپا آمریکای شمالی                    | ۵۵     |

## تور تکامل (۲۰۱۶–۲۰۱۷)
تور تکامل (انگلیسی: Evolution Tour) اولین تور کنسرت خواننده آمریکایی سابرینا کارپنتر در حمایت از دومین آلبوم استودیویی او به نام تکامل (۲۰۱۶) است. این تور از ۱۸ اکتبر ۲۰۱۶ در نشویل، تنسی، ایالات متحده آغاز شد و در ۲۲ مه ۲۰۱۷ در میلان، ایتالیا به پایان رسید.

### پس‌زمینه
در ۴ سپتامبر ۲۰۱۶، یک روز پس از اعلام آلبوم تکامل، کارپنتر اعلام کرد که برای اولین بار تور اختصاصی خود به نام «تور تکامل» را آغاز خواهد کرد. همان روز، او تاریخ‌های بخش آمریکای شمالی تور را نیز اعلام کرد. سپس در ۱ مارس ۲۰۱۷، کارپنتر تاریخ‌های بخش اروپایی تور را نیز اعلام کرد.

## د د-تور (۲۰۱۷)
د د-تور (انگلیسی: The De-Tour) دومین تور کنسرت از خواننده آمریکایی سابرینا کارپنتر است. این تور در ۶ ژوئیه ۲۰۱۷ در ونکوور، بریتیش کلمبیا، کانادا آغاز شد و در ۲۷ اوت ۲۰۱۷ در تورنتو، انتاریو، کانادا به پایان رسید. کارپنتر این تور را در ۲۶ آوریل ۲۰۱۷ اعلام کرد، همراه با معرفی تاریخ‌های کنسرت و هنرمندان پشتیبان که شامل گروه نیو هوپ کلاب و الکس آیونو بودند.

## تور منحصربه‌فرد (۲۰۱۹)
تور منحصربه‌فرد (انگلیسی: Singular Tour) سومین تور کنسرت از خواننده آمریکایی سابرینا کارپنتر در حمایت از سومین و چهارمین آلبوم‌های استودیویی او به نام‌های منحصربه‌فرد: پرده یکم (۲۰۱۸) و منحصربه‌فرد: پرده دوم (۲۰۱۹) است. این تور در ۲ مارس ۲۰۱۹ در اورلاندو، فلوریدا، ایالات متحده آغاز شد و در ۱۱ آوریل ۲۰۱۹ در سنگاپور به پایان رسید.

### پس‌زمینه
در ۲۱ دسامبر ۲۰۱۸، کارپنتر بخش آسیایی تور منحصربه‌فرد را اعلام کرد. در ۲۸ ژانویه ۲۰۱۹، او اعلام کرد که بخش آمریکای شمالی تور نیز به همراه اضافه شدن یک کنسرت در سنگاپور به بخش آسیایی برنامه‌ریزی شده است. بلیت‌های هر دو بخش تور از ۱ فوریه ۲۰۱۹ به فروش رسید. سپس در ۲۲ فوریه ۲۰۱۹، کارپنتر اعلام کرد که مگی لیندمان به‌عنوان هنرمند افتتاحیه در بخش آمریکای شمالی تور حضور خواهد داشت.